# 洛斯莫奇斯
洛斯莫奇斯（西班牙語：Los Mochis，西班牙語發音：[los ˈmotʃis]）是墨西哥的城市，由錫那羅亞州負責管轄，位於該國西北部太平洋沿岸，始建於1893年，海拔高度10米，每年平均降雨量390毫米，2010年人口約240,000。

## 外部連結
- Gobierno municipal de Ahome （页面存档备份，存于）